# Boberg XR9-S
Die Boberg XR9-S ist die Kurzvariante der nur als Prototyp existierenden Boberg XR9. Diese als „Shorty“ bezeichnete Selbstverteidigungs-Pistole wurde vom Entwickler Arne Boberg auf ähnliche ballistische Eigenschaften wie die Glock 26 hin entwickelt, jedoch mit 30 mm weniger Gesamtlänge. So besitzt sie mit einer Gesamtlänge von 130 mm ähnliche Abmessungen wie die Kel-Tec P-3AT oder die Ruger LCP, hat aber einen etwa 15 mm längeren Lauf und einen etwa 1,8-mal so starken Patronentyp, nämlich 9 × 19 mm anstatt .380 ACP, welcher metrisch 9 × 17 mm ist. Gemäß Herstellerangaben gibt die Boberg XR9-S mittelwertig 98,1% soviel Mündungsenergie wie die Glock 26 ab, obwohl ihr Lauf etwa 3 mm kürzer ist.

## Technik
Bei der Boberg XR9-S handelt es sich um einen Rückstoßlader mit rotierendem Lauf. Sie besitzt keine manuelle Sicherung, sondern einen permanenten Spannabzug (Double-Action-Only), der auf ein hahnloses Schlagstück wirkt. Um bei einer derart kleinen Taschenpistole einen möglichst langen Lauf zu realisieren, wurde auf das Ladesystem der um 1900 von Hugh W. Gabbet-Fairfax entwickelten Mars Automatic Pistol zurückgegriffen. Beim Zurückgleiten des Schlittens wird eine Patrone nach hinten aus dem Magazin gezogen und nach oben auf Laufhöhe befördert. Wenn der Verschluss wieder nach vorne schnellt, wird die Patrone in das Patronenlager gestoßen und dieses verriegelt. Beim automatischen Repetieren nach der Schussabgabe wird also gleichzeitig eine Hülse durch den Auszieher aus dem Lager und eine neue Patrone durch eine Ladekralle aus dem Magazin gezogen. Weil das Patronenlager der Boberg XR9-S (mindestens teilweise) hinter dem Griffstück mit dem Abzug liegt, ist sie ein Hinterschaftlader oder Bullpup.

## Zuverlässigkeit
Ein derartig komplexes System ist natürlich potentiell anfälliger für Fehlfunktionen, so sprechen auch erste Testberichte von geringfügigen Problemen, doch fallen diese Berichte insgesamt recht positiv aus. Der Hersteller verspricht auf seiner Internetseite, dass die Taschenpistole imstande ist, 9mm +P Patronen mit einer stärkeren Laborierung zu verkraften, warnt aber in der Bedienungsanleitung davor, Patronen mit zu lose sitzenden Geschossen zu verwenden, da der ungewöhnliche Ladeprozess zur Trennung von Hülse und Geschoss führen kann. Hierzu führt der Hersteller auf seiner Webseite eine aktualisierte Liste mit allen bekannten kompatiblen und inkompatiblen Munitionssorten.